# Бугаку
Бугаку (яп. 舞楽, букв. «танцевальный театр», «танец и музыка») — японское танцевально-музыкальное представление. Является частью гагаку — исполнительских традиций, которые независимо от происхождения и форм опекаются Императорским двором. Бугаку до конца периода Хэйан (794—1185) существовал только как придворный театр, а затем стал частью буддийских ритуалов и синтоистских обрядов и праздников во всей Японии, вместе с тем сохраняя свой статус при дворе.
В рамках бугаку впервые был разработан и применён дзё-ха-кю (вступление-развитие-завершение) — композиционно-ритмический принцип, ставший универсальным и для других театральных форм Японии. Современный репертуар бугаку составляют как масочные, так и безмасочные танцы.

## История бугаку
В 701 году в Японии приступила к работе императорская академия музыки под названием Гагакурё, которая согласно реформе Тайка подчинялась ведомству Дзибусё, контролировавшему деятельность, связанную с различного рода церемониями. Задачей академии было освоение китайской придворной музыкальной традиции; в её состав вошло более 400 профессиональных музыкантов и их учеников. Большинство преподавателей были родом из Китая и Кореи. В первом отделении Гагакурё изучались танская музыка и танцы тогаку, во втором — корейская музыка и танцы комагаку. Изначально словом «бугаку» называлась совокупность танцев и музыки различных народов, пользовавшихся популярностью в китайской столице Чанъань в VI—VIII веках. Со становлением Гагакурё в Японии так стали называть танцевально-музыкальные спектакли (оркестровые спектакли получили название кангэн («духовые и струнные»); в совокупности обе практики составляют гагаку — исполнительские традиции, опекаемые японским Императорским двором).
Расцвет искусства бугаку, приходящийся на конец VII — начало IX века, связан с именами двух исполнителей — Овари-но Хамануси (733-?) и Ото-но Киёками (?-834). Первый, которого преемники называли основоположником театра бугаку, создал несколько десятков композиций, и насытил иностранные танцы японскими элементами пластики; второй занимался адаптацией мелодий, пришедших с континента, ко вкусам японской публики. Кроме того, к IX веку в Гагакурё сложилась практика деления репертуара на «танцы левой стороны» (сахо-но маи; к ним относились японские, китайские, индийские танцы) и «танцы правой стороны» (ухо-но маи; к ним относились танцы корейского и маньчжурского происхождения, а также некоторые элементы представления гигаку). В X веке популярность бугаку возросла настолько, что многие аристократы стали практиковать его в качестве личного развлечения, обучаясь исполнению одного-двух танцев. Наиболее искусные из них получали право выступать на сцене вместе с профессиональными актёрами. Нередко аристократами-любителями устраивались домашние спектакли и состязательные выступления.
В XI веке произошла реорганизация Гагакурё; с целью повышения уровня мастерства путём заложения принципа соревновательности был издан указ о разграничении обязанностей потомственных актёрских семей: отныне танцы левой стороны подлежало исполнять семье Кома, а танцы правой стороны — семье Оно. С конца XI века был установлен очень строгий контроль за профессиональными придворными исполнителями, что привело к утрате стилевой свободы актёров и жёсткой канонизации всех элементов спектакля.
В период Камакура (1192—1333), когда власть в стране перешла в руки сословия самураев, Императорский двор был не в состоянии содержать актёров Гагакурё, и представления бугаку постепенно переместились на территории буддийских храмов и синтоистских святилищ. И хотя до конца XVI века бугаку оставался в дворцовой практике ритуалов и праздников, но к тому времени большинство исполнителей уже растеклось по всей Японии. Вместе с тем снизился уровень исполнительского искусства, часть актёров предпочла другие профессии; ослабевал интерес к бугаку зрителей: на первый план вышли представления дэнгаку и саругаку, более удовлетворявшие вкусам воинского сословия. К периоду Токугава (1600—1868) осталось немногим более 90 актёров и музыкантов бугаку. Правительством Токугавы Иэясу при замке в Эдо была создана Момидзияма-гакусё (Театральная палата в Момидзияма), которая должна была обеспечивать проведение праздников и церемониалов при дворе. После Реставрации Мэйдзи, когда в Эдо была перемещена императорская резиденция, в 1890 году была проведена реорганизация внутри потомственного придворного цеха актёров бугаку. Было создано Гагакукёку — Управление придворного театра (ныне — театральное отделение Министерства двора — Кунайтё гакубу), что ещё более упрочило бугаку в качестве дворцового императорского театра и привело к его новому расцвету. В 1955 году придворная труппа бугаку получила высокий статус «национального культурного достояния». В 1959 году актёры бугаку впервые выехали на гастроли и посетили с ними США. В настоящее время мастерство бугаку преподаётся в Токийском университете искусств и других художественных вузах; театр бугаку включён в большое число музыкально-песенно-танцевальных форм, опекаемых Императорских двором. В труппе актёров бугаку при Императорском дворце состоят только мужчины.

## Устройство сцены
Изначально сцена бугаку организовывалась на открытом воздухе в пределах императорского дворца либо другой дворцовой постройки, позднее — на территории храмов и святилищ. В некоторых случаях (на период совершения ритуалов или праздников) сооружались временные подмостки произвольного размера из четырёх фрагментов, которые крепились в единую конструкцию и легко разбирались. Уже в VII веке сформировались два типа сцены бугаку: така-бутай («высокие подмостки») и сики-бутай («сцена-настил»). Така-бутай — квадратная деревянная сцена-коробка высотой около 90 см и площадью 7,32×7,32 м, обрамлённая ярко-красной балюстрадой высотой 61 см. К двум противоположным сторонам така-бутай подходят две лестницы шириной 1,8 м с ярко-красными перилами (в некоторых случаях лестниц бывает четыре: по две с каждой из двух сторон).
Сики-бутай — настил, на котором происходит спектакль бугаку и который устанавливается поверх така-бутай, на земляной площадке или на сцене современного театра. Представляет собой состоящий из двух частей подиум, изготовленный из японского кипариса, высотой от 17,5 до 25 см и размерами 5,5×5,5 м. Сики-бутай всегда имеет одинаковое покрытие из тяжёлого камчатого зелёного полотна с цветочным рисунком. Остающееся пространство между ним и балюстрадой така-бутай по всему периметру накрывается плотным белым полотном. Иногда сики-бутай по углам также обрамляется балюстрадой. В случае, если спектакль проходит на открытом воздухе, устанавливаются две временные четырёхугольные завесы, служащие актёрам уборными (гакуя).
В общем случае специальных мест для зрителей не предусмотрено: они свободно располагаются вокруг сцены. Когда представление устраивается в императорском дворце, гости располагаются на стульях, а члены императорской фамилии — на почётных местах, изолированных от публики.

## Классификация танцев
В период расцвета бугаку в IX веке танцы подразделялись на танцы левой стороны (мандзайраку, тагюраку, кансю, хокутэйраку, тайхэйраку, карёбин, сюндэйка, мандзюраку, сандзю, бато, ранрёо) и танцы правой стороны (энгираку, ханнари, ринга, хассэн, байро, котё, хохин, тикю, китоку, гэндзёраку, насори). К танцам левой стороны относились исконно японские танцы, танцы, пришедшие в Японию из Китая и исполнявшиеся под мелодии тогаку, из Индии и исполнявшиеся под мелодии тэндзигаку, а также из Индокитая, исполнявшиеся под мелодии ринъюгаку. К танцам правой стороны относились корейские танцы в сопровождении музыки комагаку и маньчжурские танцы под музыку боккайгаку, а также некоторые элементы представления гигаку. По мнению учёных, своё название танцы левой и правой стороны могли получить из-за того, что слева и справа от сцены бугаку в непосредственной близости от неё временно сооружались уборные гакуя, из которых на сцену и выходили актёры.
После IX века, когда данные танцы перестали считаться иностранными, а придворные актёры и музыканты стали обрабатывать народные танцы и мелодии для представлений при дворе, появилась новая классификация репертуара по пяти тематическим разделам:
1. воинские танцы (бубу либо бу-но маи), отражающие мощь и славу добывших победу в сражении;
2. гражданские танцы (бумбу либо бун-но маи), воспевающие ценности жизни, культуру и природу;
3. детские танцы (варави-маи), исполняемые подростками в сложных красочных костюмах;
4. женские танцы (онна-маи). Исполняются в том числе мужчинами;
5. быстрые танцы (хасиримоно), в которых актёры в масках изображают сверхъестественных и мифологических существ[26]. В общепринятом смысле танцы этой группы не являются быстрыми, а получили название хасиримоно («танец с бегом»), поскольку при их исполнении актёр передвигается по всей площадке, в отличие от других танцев, в которых действие разворачивается на пространстве не больше одного метра[28].

В настоящее время весь репертуар бугаку разделяется на четыре категории по происхождению:
1. музыка и танцы добуддийских времён, обработанные в канонах бугаку (адзума-асоби, ниндзё-маи, ямато-маи), реконструкции танцев ритуально-обрядового характера (кумэ-маи, киси-маи, татэфуси-маи, кудзу-но маи, цукуси-маи, мороката-маи, хаято-маи, госэти-но маи, тамаи);
2. заимствованные вместе с буддизмом танцы левой и правой стороны;
3. народные песни сайбара, обработанные в стиле гагаку, и китайские стихи роэй;
4. новые композиции и танцы, сочиняемые либо адаптируемые современными музыкантами[28].

Некоторые из танцев бугаку являются песенными; часть исполняется актёрами в масках.

## Музыка и музыканты бугаку
Музыка, сопровождающая бугаку, включает мелодии как японского, так и иностранного происхождения. По мнению некоторых исследователей, изначально музыка японского происхождения была снабжена текстом, который пелся под аккомпанемент, а на данный момент этот текст утрачен. Танцы левой стороны исполняются под аккомпанемент трёх духовых и трёх ударных инструментов: поперечной бамбуковой флейты рютэки, небольшого бамбукового гобоя хитирики, губного орга́на сё, бронзового гонга сёко, а также барабанов тайко и какко. Для танцев правой стороны используются бамбуковая флейта комабуэ, гобой хитирики, гонг сёко, двойной барабан сан-но цудзуми и большой барабан тайко. Кроме того, по двум сторонам сцены устанавливаются два больших барабана дадайко (до 2 метров в диаметре, с учётом декора — резной металлической рамы — более 6 м в высоту).
- Губной орга́н сё
- Бамбуковый гобой хитирики
- Бамбуковая флейта рютэки
- Барабан тайко

В основе музыкальной композиции бугаку лежит одна мелодия, которая одновременно воспроизводится на нескольких инструментах и повторяется с небольшими вариациями. Ансамбль музыкантов бугаку составляет шесть-восемь человек; они размещаются на специальном подиуме позади сцены либо непосредственно на сцене така-бутай у задней её стороны, за пределами сики-бутай в шахматном порядке так, чтобы каждый был виден зрителю. Большую роль в спектакле играет зрительный образ исполнителей. По словам доктора искусствоведения Н. Г. Анариной, «прекрасны сосредоточенные лица музыкантов и их строгие и изящные позы во время музицирования <…> работа музыкантов представляет собой хорошо поставленный спектакль-ритуал, который формирует возвышенное настроение у зрителей».

## Элементы представления

### Костюмы
В отсутствие декораций костюмы, маски и дополнительные аксессуары являются главными декоративными элементами представления. Как правило, костюм бугаку настолько сложен, что актёр не способен в одиночку его надеть: в этом ему помогают два специально обученных человека (один находится перед актёром, а другой — за ним). Так, например, костюм в воинском танце китайского происхождения тайхэйраку состоит из 18 элементов (включая головной убор и обувь).
Костюмы бугаку разнообразны по сочетаемости элементов и покрою (значительное число составляют платья неяпонского происхождения с круглой горловиной), цвету, типу тканей. С веками влияние на костюмы оказывала эволюция используемой при их создании техники. Для завезённых в Японию танцев левой стороны стандартны одежды красного цвета, для танцев правой стороны — зелёного.

### Маски
В бугаку используются 22 различные маски, названия которых также являются названием музыкальной композиции, сопровождающей танец, и самого танца. Многие маски окрашены в яркие цвета и изображают утрированное гротескное выражение лица. Одни маски представляют собой человеческие лица неяпонского типа, другие — образы фантастических существ и морды животных.
Все маски бугаку классифицируются по четырём категориям, в зависимости от характера танца, в котором они используются. В первую категорию т. н. «ровных танцев» хирамаи относятся десять масок: синторисо, тикю, тайсотоку (синсотоку), онинтэй (коробасэ), аякири, котокураку, ама, ни-но маи (эмимэн + харэмэн), сайсоро, сорико. Вторую категорию составляют маски воинских танцев: синно (сандзю) и китоку (китоку коикути, китоку банко). Третья категория включает маски для быстрых танцев, т. н. «танцев с бегом» хасиримаи: коондзю, бато, гэндзёраку, рёо (ранрёо) и насори. Пятую категорию т. н. «разных масок» составляют тэндо, сиси, сомакуся, босацу и сэссэн. Единственной женской маской в бугаку является маска аякири.
Помимо вышеозвученного, существуют и другие принципы разделения масок на категории:
- по материалу, из которого они сделаны, — камэн (деревянные маски, таких большинство) и дзомэн (маски из ткани или бумаги)[38];
- по размеру — таймэн, тюмэн, сёмэн (большие, средние и малые, соответственно). Самые большие имеют размер 29,8 × 21,9 × 16,1 (длина × ширина × высота в сантиметрах), самые маленькие — 19 × 16 × 10[36][38].

В отличие от других видов театральных масок Японии, маски бугаку имеют подвижные части: открывающиеся и закрывающиеся глаза, двигающийся подбородок, поворачивающийся вправо и влево нос, вертикально двигающиеся щёки. Движениями отдельных частей маски актёр может управлять с помощью прикреплённых к ним ниток или просто пальцами.

### Реквизит
Ниже представлены вещи, используемые актёрами в танце либо являющиеся дополнением к костюму:
- ветка деревца сакаки (непременный аксессуар танцев кагура, входящих в репертуар бугаку);
- миниатюрные чашечки доки и маленькие кувшинчики хэйси для саке;
- табуретки (перед некоторыми танцами на них располагаются актёры);
- драгоценный пятицветный глиняный камень тама около 20 см в диаметре;
- хэби (свёрнутая в кольцо змея);
- искусственные веточки сакуры (либо других цветов) длиной около 20 см;
- барабанные палочки бати;
- крылья ханэ, которые крепятся к плечам;
- соломенный плащ мино;
- бамбуковая шляпа каса;
- копьё хо длиной до 3 м;
- шест сао длиной более 3 м;
- меч тати (соответствует реальному мечу по весу и размеру, имеет орнаментированные ножны и рукоятку);
- жезл сяку.

Некоторые аксессуары (ветки, шесты, мечи, жезлы) в представлениях играют роль торимоно, то есть магических вещей, помогающих актёру взаимодействовать с богами.

## Ход представления
Представление бугаку подчинено строгим правилам и канонам. Оно начинается с торжественного неспешного выхода музыкантов и их размещения. Следом на сцену поочерёдно выходят все актёры, участвующие в спектакле, и исполняют короткий танец эмбу (фурихоко) с целью очищения пространства представления. Затем последовательно исполняются гражданские, воинские и динамичные танцы; при этом в каждой группе обязательно попарно (т. н. таигаймаи) исполняются танцы левой и правой стороны, в таком случае первый танец характеризуется как омогаку («благородная музыка»), а второй как тобу («ответный танец»). Завершает действо постепенный уход со сцены его участников.
Спектакль бугаку, так же как и музыка гагаку в целом, подчиняется композиционно-ритмическому правилу дзё-ха-кю, заимствованному из китайских музыкальных теорий, где дзё — вступление, ха — развитие, кю — завершение. Универсальность этого правила в бугаку заключается в том, что здесь принципу подчинены не только музыка и композиция спектакля, но и композиция и темпоритм каждого танца и отдельного движения. Нарастание темпоритма в спектакле и в каждом танце создаёт эффект нарастания драматизма и напряжённости действия. Впервые появившись в бугаку, дзё-ха-кю стал универсальным принципом и для других традиционных театральных форм Японии.

## Комментарии
1. ↑  В некоторых постановках бугаку иностранного происхождения актёры иногда произносят короткие возгласы (саэдзури), которые, однако, не содержат в себе смысла[30].